# Philip Barton Key
Philip Barton Key (ur. 12 kwietnia 1757, zm. 28 lipca 1815) – amerykański polityk.

## Życiorys
W latach 1797–1798 był burmistrzem Annapolis, stolicy stanu Maryland.
W latach 1807–1813 przez trzy kadencje Kongresu Stanów Zjednoczonych był przedstawicielem trzeciego okręgu wyborczego w stanie Maryland w Izbie Reprezentantów Stanów Zjednoczonych.